# Дол
Дол (на френски: Dole) е град и община в департамент Жура, Източна Франция. Това е подпрефектура на регион Бургундия-Франш Конте.

## География
Дол се намира на река Ду. Площта му е 38,38 km2.

## История
Преди Луи XIV да завладее региона Дол е столица на Франш Конте; той премества парламента от Дол в Безансон. Университетът, основан от херцог Филип III Добрия от Бургундия през 1422 г., също е преместен в Безансон по това време.
През януари 1573 г. Жил Гарние е осъден на смърт, след като е признат за виновен в ликантропия и магьосничество. Той признава за убийството и канибализирането на най-малко шест деца. Филмът от 1995 г. „Щастието е в полето“ се развива в Дол; филмът „Вдовицата Кудерк“ също е частично заснет в града.

## Демография
Това е най-населената община в Жура, въпреки че не се намира в най-населената префектура – Лон льо Соние.

## Транспорт
От гара Дол – Вил има железопътни връзки до Дижон, Париж, Лозана и Безансон. Летище Дол – Жура се намира в община Таво, на 7 km югозападно от Дол.

## Известни личности
- Сузан Дувилие (1778 – 1826) – пионер в танците и хореографка
- Симон Бернар (28 април 1779 – 5 ноември 1839) – адютант на Наполеон I и инженер в Съединените щати
- Мари Емил Антоан Бетуар (17 декември 1889 – 17 октомври 1982) – войник
- Луи Пастьор (27 декември 1822 – 28 септември 1895) – микробиолог и химик
- Жак Дюамел (1924 – 1977) – кмет на Дол от 1968 до 1976 г.

## Музеи
Музеят за изящни изкуства на Дол, основан през 1821 г., се намира в Дома на офицерите, пример за военна архитектура на Франш Конте от XVIII век.

## Международни отношения
Дол е побратимен с:
- Карлоу, Ирландия
- Чаоху, Китай
- Кострома, Русия
- Лар, Германия
- Нортуич, Англия
- Сестри Леванте, Италия
- Табор, Чехия